# Øster Alling
Øster Alling – miasto w Danii, w regionie Jutlandia Środkowa, w gminie Norddjurs.